# Helena Janeczek
Helena Janeczek (nascida em 1964)  é uma romancista italiana de origem judaica polonesa.

## Vida e carreira
Helena Janeczek nasceu em Munique, Alemanha, de uma família polonesa de judeus sobreviventes do Holocausto . Ela se mudou para a Itália quando tinha 19 anos e mora lá desde então. Seu primeiro livro, Lezioni di tenebra ( Lessons of Darkness ), foi publicado em 1997. Foi uma releitura da história de sua família e acompanhou sua jornada com sua mãe para Auschwitz, onde sua mãe foi detida durante a Segunda Guerra Mundial .
Seu romance de 2010, Le rondini di Montecassino ( As Andorinhas de Montecassino ), ganhou o Prêmio Zerilli-Marimò de Ficção Italiana . Ele segue um grupo de soldados lutando na Batalha de Monte Cassino durante a Segunda Guerra Mundial.
Em 2017 publicou seu romance La ragazza con la Leica ( A Garota com a Leica ), sobre a fotógrafa Gerda Taro, que morreu durante a Guerra Civil Espanhola . Em 2018, ela ganhou o Prêmio Strega, o prêmio italiano de literatura de maior prestígio, tornando-se a primeira mulher em 15 anos a ganhar o prêmio, desde Melania Mazzucco em 2003.